# Are My Ears on Wrong?
Are My Ears on Wrong?  is het album van de Britse progressieve rock-musicus Jakko M. Jakszyk dat als vierde uitgebracht is.
Op het album staan de nummers die Jakszyk al in 1986-1987 opgenomen had voor een soloalbum, maar die in die tijd niet uitgebracht konden worden. Op de cd zijn daarnaast een aantal eerdere nummers, uit de jaren 1983-1985 opgenomen.

## Tracklist
1. Dangerous Dreams (Single Version) - 4:03
2. Drowning Not Waving - 4:51
3. Are My Ears on Wrong? - 5:33
4. Judy Get Down - 3:38
5. I Can't Stand This Pressure - 3:17
6. A Camera in Your Eyes - 4:00
7. Cover Up - 3:07
8. A Grown Man Immersed in Tin-Tin (met Peter Blegvad) - 5:08
9. Shout - 3:51
10. Sighing for the Moon - 5:10
11. Happy in the Homelands - 4:30
12. Tell Her - 5:03
13. When the Taps Run Dry - 4:58
14. Dangerous Dreams - 8:51

## Bezetting
- Jakko M. Jakszyk: zang, gitaar, keyboard, dwarsfluit

met medewerking van:
- B.J. Cole, gitaar
- Dave Stewart, keyboard
- Barbara Gaskin, zang
- Ted Emmett trombone
- Gavin Harrison slagwerk
- Davey Jones
- Mark Bedford
- John Giblin, basgitaar
- Lenny Henry
- Danny Thompson